# Ahmed Dini
Pour les articles homonymes, voir Dini.
Ahmed Dini (né en 1932 et mort le 12 septembre 2004 à Djibouti) est un homme politique afar de la côte française des Somalis, du territoire français des Afars et des Issas puis de la république de Djibouti. Il en fut le deuxième Premier ministre de juillet à décembre 1977.

## Carrière politique

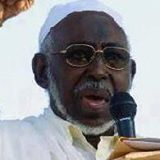
Ahmed Dini, lors de l’élection législative 2003

Vice-président du Conseil représentatif de la CFS d'avril 1959 à juin 1960, il est membre du gouvernement d'Ali Aref Bourhan en 1962-1964, il participe ensuite à la fondation de l'Union démocratique afar (UDA). Il est ministre des Affaires intérieures jusqu'en 1971.
Il est ensuite responsable de la Ligue pour l’Avenir et l’Ordre (LAO). En 1975, il devient porte-parole de la nouvelle Ligue populaire africaine pour l'indépendance (LPAI), dirigée par Hassan Gouled Aptidon.
En juillet 1977, il devient Premier ministre de la nouvelle République de Djibouti. En décembre, après l'attentat contre le Palmier en Zinc, et l'interdiction consécutive du Mouvement pour la libération (MPL), il démissionne et rentre dans l'opposition.
En 1991, il rejoint le Front pour la restauration de l’unité et la démocratie (Frud), qui réclame un rééquilibrage du pouvoir et a entrepris une action militaire contre le gouvernement. Il en prend la direction en août 1992.
Après dix ans de guerre et d'exil, il dépose les armes, en mai 2001, le Frud étant secoué par des scissions.
Il entreprend ensuite de réunir l'opposition djiboutienne. Il en conduit la liste lors des élections législatives du 10 janvier 2003, avec l'Alliance républicaine pour le développement (ARD).

## Informations personnelles
Il était marié et père de cinq enfants. Il est mort le 12 septembre 2004 à l'hôpital militaire français de Djibouti.